# Steinstraße 5 (Plau am See)

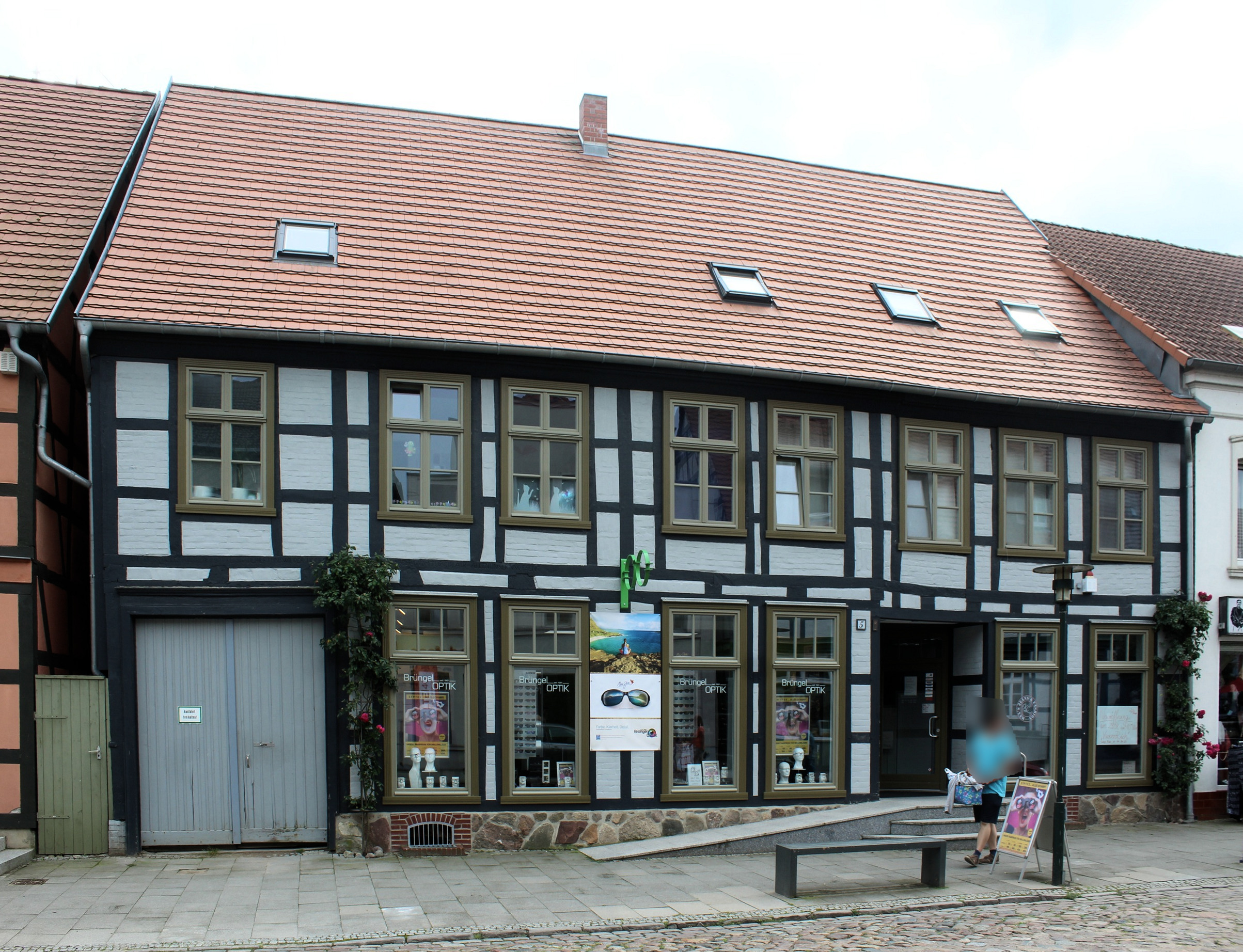

Das Wohn- und Geschäftshaus Steinstraße 5 in Plau am See (Mecklenburg-Vorpommern) wurde vermutlich im 18. Jahrhundert gebaut.
Das Gebäude steht unter Denkmalschutz.

## Geschichte
Plau am See ist im 13. Jahrhundert entstanden und wurde 1235 erstmals als Stadt erwähnt. Beim Stadtbrand von 1756 brannten viele Fachwerkhäuser ab.
Das zweigeschossige verputzte Fachwerkgebäude mit verputzten Ausfachungen und einem Felssteinsockel entstand nach 1756. In dem im Rahmen der Städtebauförderung sanierten Haus befinden sich ein Laden und Wohnungen.